# Либерально-демократическая партия (Сербия)
Либерально-демократическая партия Сербии (серб. Либерал-демократска партиjа) — одна из самых прозападных политических партий в Сербии, основана в 2005 году после раскола в Демократической партии частью сторонников скорейшего вступления Сербии в ЕС. Лидер партии — Чедомир Йованович. Вице-президент партии — Наташа Мичич.
Партия была основана 5 ноября 2005 года в Белграде. В нынешнем созыве народной Скупщины имеет 11 мандатов и состоит в оппозиции проевропейской правящей коалиции. На майских выборах 2008 года партия получила 5,2 % голосов при 5%-ном барьере.
Одним из главных пунктов программы партии является признание независимости Косово. На переговорах по парламентской коалиции после майских выборов Йованович предлагал вступление своей партии в неё при условии признания Косово Сербией.
Высший орган ЛДП — Собрание (Skupština), между Собраниями — Главный комитет (Glavni odbor), между заседаниями Главного комитета — Президиум (Predsedništvo), высшее должностное лицо — Председатель (Predsednik), высшие органы общинных организаций — собрания общинных организаций (Skupština opštinske organizacije), между собраниями — общинные комитеты (Opštinski odbor).

## Критика
В Сербии существует жесткое противостояние националистических движений, таких как «Образ» и так называемых «чедистов» (прозвище, данное партии националистами). Было несколько случаев столкновений националистов и активистов партии Чедомира.
Сторонники националистических и консервативных партий Сербии критикуют либерал-демократов за поддержку идеи признания Косово. Также депутаты от Сербской радикальной и Демократической партии Сербии не раз говорили о псевдооппозиционности «чедистов». Примером может служить отказ либералов голосовать за вотум недоверия правительству Сербии.